# Vuelta a Murcia 2020
Vuelta a Murcia 2020 er den 40. udgave af cykelløbet Vuelta a Murcia. Løbet er en del af UCI Europe Tour-kalenderen og bliver arrangeret i perioden 14. til 15. februar 2020.

## Hold og ryttere
| UCI WorldTeams (4)- Astana - Bora-Hansgrohe - Movistar Team - CCC Team UCI ProTeams (10)- Caja Rural-Seguros RGA - Sport Vlaanderen-Baloise - Burgos-BH - Euskaltel-Euskadi - Circus-Wanty Gobert - Arkéa-Samsic - Gazprom-RusVelo - Riwal Readynez - Rally Cycling - Bingoal-Wallonie Bruxelles UCI Kontinentalhold (4)- Kometa-Xstra - Equipo Kern Pharma - Aviludo-Louletano - Lokosphinx |
| |

### Danske ryttere
- Tobias Kongstad kører for Riwal Readynez Cycling Team
- Rasmus Quaade kører for Riwal Readynez Cycling Team

## Etaperne
| Etape    | Dato     | Start – Mål                         | type              | Afstand (km) | Etapevinder       | Førende rytter  |
| -------- | -------- | ----------------------------------- | ----------------- | ------------ | ----------------- | --------------- |
| 1. etape | 14. feb. | Los Alcázares – Caravaca de la Cruz | kuperet etape     | 177,6        | Xandro Meurisse   | Xandro Meurisse |
| 2. etape | 15. feb. | Santomera – Murcia                  | middel bjergetape | 179,6        | Luis León Sánchez | Xandro Meurisse |

### 1. etape
| Los Alcázares - Caravaca de la Cruz | kuperet etape | (177,6 km) |

| \| Etaperesultat \| Etaperesultat \| Etaperesultat \| Etaperesultat \| Etaperesultat \| \| Rytter \| Rytter \| Hold \| Tid \| \| \| ------------- \| ------------------------ \| ---------------------- \| ------------- \| ------------- \| \| 1. \| Xandro Meurisse \| Circus-Wanty Gobert \| 4t 24' 00" \| \| \| 2. \| Adam de Vos \| Rally Cycling \| + 4" \| \| \| 3. \| Josef Černý \| CCC Team \| + 11" \| \| \| 4. \| Thibault Guernalec \| Arkéa-Samsic \| + 11" \| \| \| 5. \| Lennard Kämna \| Bora-Hansgrohe \| + 17" \| \| \| 6. \| Nikita Stalnow \| Astana \| + 20" \| \| \| 7. \| Jefferson Alveiro Cepeda \| Caja Rural-Seguros RGA \| + 23" \| \| \| 8. \| Sergio García González \| Kometa-Xstra \| + 29" \| \| \| 9. \| Héctor Carretero \| Movistar Team \| + 37" \| \| \| 10. \| Antonio Jesús Soto \| Fundación-Orbea \| + 50" \| \| |                          |                        |            |
| |                          |                        |            |
| Kilde: ProCyclingStats |                          |                        |            |
| Etaperesultat |                          |                        |            |
| Rytter | Rytter                   | Hold                   | Tid        |
| 1. | Xandro Meurisse          | Circus-Wanty Gobert    | 4t 24' 00" |
| 2. | Adam de Vos              | Rally Cycling          | + 4"       |
| 3. | Josef Černý              | CCC Team               | + 11"      |
| 4. | Thibault Guernalec       | Arkéa-Samsic           | + 11"      |
| 5. | Lennard Kämna            | Bora-Hansgrohe         | + 17"      |
| 6. | Nikita Stalnow           | Astana                 | + 20"      |
| 7. | Jefferson Alveiro Cepeda | Caja Rural-Seguros RGA | + 23"      |
| 8. | Sergio García González   | Kometa-Xstra           | + 29"      |
| 9. | Héctor Carretero         | Movistar Team          | + 37"      |
| 10. | Antonio Jesús Soto       | Fundación-Orbea        | + 50"      |

| \| Samlede stilling \| Samlede stilling \| Samlede stilling \| Samlede stilling \| Samlede stilling \| \| Rytter \| Rytter \| Hold \| Tid \| \| \| ---------------- \| ------------------------ \| ---------------------- \| ---------------- \| ---------------- \| \| 1. \| Xandro Meurisse \| Circus-Wanty Gobert \| 4t 24' 00" \| \| \| 2. \| Adam de Vos \| Rally Cycling \| + 4" \| \| \| 3. \| Josef Černý \| CCC Team \| + 11" \| \| \| 4. \| Thibault Guernalec \| Arkéa-Samsic \| + 11" \| \| \| 5. \| Lennard Kämna \| Bora-Hansgrohe \| + 17" \| \| \| 6. \| Nikita Stalnow \| Astana \| + 20" \| \| \| 7. \| Jefferson Alveiro Cepeda \| Caja Rural-Seguros RGA \| + 23" \| \| \| 8. \| Sergio García González \| Kometa-Xstra \| + 29" \| \| \| 9. \| Héctor Carretero \| Movistar Team \| + 37" \| \| \| 10. \| Antonio Jesús Soto \| Fundación-Orbea \| + 50" \| \| |                          |                        |            |
| |                          |                        |            |
| Kilde: ProCyclingStats |                          |                        |            |
| Samlede stilling |                          |                        |            |
| Rytter | Rytter                   | Hold                   | Tid        |
| 1. | Xandro Meurisse          | Circus-Wanty Gobert    | 4t 24' 00" |
| 2. | Adam de Vos              | Rally Cycling          | + 4"       |
| 3. | Josef Černý              | CCC Team               | + 11"      |
| 4. | Thibault Guernalec       | Arkéa-Samsic           | + 11"      |
| 5. | Lennard Kämna            | Bora-Hansgrohe         | + 17"      |
| 6. | Nikita Stalnow           | Astana                 | + 20"      |
| 7. | Jefferson Alveiro Cepeda | Caja Rural-Seguros RGA | + 23"      |
| 8. | Sergio García González   | Kometa-Xstra           | + 29"      |
| 9. | Héctor Carretero         | Movistar Team          | + 37"      |
| 10. | Antonio Jesús Soto       | Fundación-Orbea        | + 50"      |

### 2. etape
| Santomera - Murcia | middel bjergetape | (179,6 km) |

| \| Etaperesultat \| Etaperesultat \| Etaperesultat \| Etaperesultat \| Etaperesultat \| \| Rytter \| Rytter \| Hold \| Tid \| \| \| ------------- \| ------------------------ \| ------------------- \| ------------- \| ------------- \| \| 1. \| Luis León Sánchez \| Astana \| 4t 21' 04" \| \| \| 2. \| Omar Fraile \| Astana \| + 7" \| \| \| 3. \| Josef Černý \| CCC Team \| + 7" \| \| \| 4. \| Xandro Meurisse \| Circus-Wanty Gobert \| + 7" \| \| \| 5. \| Lennard Kämna \| Bora-Hansgrohe \| + 7" \| \| \| 6. \| Vicente García de Mateos \| Aviludo-Louletano \| + 7" \| \| \| 7. \| Alejandro Valverde \| Movistar Team \| + 20" \| \| \| 8. \| Felix Großschartner \| Bora-Hansgrohe \| + 20" \| \| \| 9. \| Matteo Trentin \| CCC Team \| + 20" \| \| \| 10. \| Kamil Małecki \| CCC Team \| + 5' 25" \| \| |                          |                     |            |
| |                          |                     |            |
| Kilde: ProCyclingStats |                          |                     |            |
| Etaperesultat |                          |                     |            |
| Rytter | Rytter                   | Hold                | Tid        |
| 1. | Luis León Sánchez        | Astana              | 4t 21' 04" |
| 2. | Omar Fraile              | Astana              | + 7"       |
| 3. | Josef Černý              | CCC Team            | + 7"       |
| 4. | Xandro Meurisse          | Circus-Wanty Gobert | + 7"       |
| 5. | Lennard Kämna            | Bora-Hansgrohe      | + 7"       |
| 6. | Vicente García de Mateos | Aviludo-Louletano   | + 7"       |
| 7. | Alejandro Valverde       | Movistar Team       | + 20"      |
| 8. | Felix Großschartner      | Bora-Hansgrohe      | + 20"      |
| 9. | Matteo Trentin           | CCC Team            | + 20"      |
| 10. | Kamil Małecki            | CCC Team            | + 5' 25"   |

## Resultater
| \| Samlede stilling \| Samlede stilling \| Samlede stilling \| Samlede stilling \| Samlede stilling \| \| Rytter \| Rytter \| Hold \| Tid \| \| \| ---------------- \| ------------------------ \| ---------------------- \| ---------------- \| ---------------- \| \| 1. \| Xandro Meurisse \| Circus-Wanty Gobert \| 8t 45' 55" \| \| \| 2. \| Josef Černý \| CCC Team \| + 11" \| \| \| 3. \| Lennard Kämna \| Bora-Hansgrohe \| + 17" \| \| \| 4. \| Thibault Guernalec \| Arkéa-Samsic \| + 5' 49" \| \| \| 5. \| Nikita Stalnow \| Astana \| + 5' 58" \| \| \| 6. \| Jefferson Alveiro Cepeda \| Caja Rural-Seguros RGA \| + 6' 01" \| \| \| 7. \| Héctor Carretero \| Movistar Team \| + 6' 15" \| \| \| 8. \| Sergio García González \| Kometa-Xstra \| + 11' 16" \| \| \| 9. \| Antonio Jesús Soto \| Fundación-Orbea \| + 11' 35" \| \| \| 10. \| Adam de Vos \| Rally Cycling \| + 12' 45" \| \| \| 11. \| Luis León Sánchez \| Astana \| + 16' 42" \| \| \| 12. \| Omar Fraile \| Astana \| + 16' 49" \| \| \| 13. \| Vicente García de Mateos \| Aviludo-Louletano \| + 16' 49" \| \| \| 14. \| Alejandro Valverde \| Movistar Team \| + 17' 02" \| \| \| 15. \| Felix Großschartner \| Bora-Hansgrohe \| + 17' 02" \| \| |                          |                        |            |
| |                          |                        |            |
| Kilde: ProCyclingStats |                          |                        |            |
| Samlede stilling |                          |                        |            |
| Rytter | Rytter                   | Hold                   | Tid        |
| 1. | Xandro Meurisse          | Circus-Wanty Gobert    | 8t 45' 55" |
| 2. | Josef Černý              | CCC Team               | + 11"      |
| 3. | Lennard Kämna            | Bora-Hansgrohe         | + 17"      |
| 4. | Thibault Guernalec       | Arkéa-Samsic           | + 5' 49"   |
| 5. | Nikita Stalnow           | Astana                 | + 5' 58"   |
| 6. | Jefferson Alveiro Cepeda | Caja Rural-Seguros RGA | + 6' 01"   |
| 7. | Héctor Carretero         | Movistar Team          | + 6' 15"   |
| 8. | Sergio García González   | Kometa-Xstra           | + 11' 16"  |
| 9. | Antonio Jesús Soto       | Fundación-Orbea        | + 11' 35"  |
| 10. | Adam de Vos              | Rally Cycling          | + 12' 45"  |
| 11. | Luis León Sánchez        | Astana                 | + 16' 42"  |
| 12. | Omar Fraile              | Astana                 | + 16' 49"  |
| 13. | Vicente García de Mateos | Aviludo-Louletano      | + 16' 49"  |
| 14. | Alejandro Valverde       | Movistar Team          | + 17' 02"  |
| 15. | Felix Großschartner      | Bora-Hansgrohe         | + 17' 02"  |

| Samlede stilling | Samlede stilling         | Samlede stilling       | Samlede stilling | Samlede stilling |
| Rytter           | Rytter                   | Hold                   | Tid              |                  |
| ---------------- | ------------------------ | ---------------------- | ---------------- | ---------------- |
| 1.               | Xandro Meurisse          | Circus-Wanty Gobert    | 8t 45' 55"       |                  |
| 2.               | Josef Černý              | CCC Team               | + 11"            |                  |
| 3.               | Lennard Kämna            | Bora-Hansgrohe         | + 17"            |                  |
| 4.               | Thibault Guernalec       | Arkéa-Samsic           | + 5' 49"         |                  |
| 5.               | Nikita Stalnow           | Astana                 | + 5' 58"         |                  |
| 6.               | Jefferson Alveiro Cepeda | Caja Rural-Seguros RGA | + 6' 01"         |                  |
| 7.               | Héctor Carretero         | Movistar Team          | + 6' 15"         |                  |
| 8.               | Sergio García González   | Kometa-Xstra           | + 11' 16"        |                  |
| 9.               | Antonio Jesús Soto       | Fundación-Orbea        | + 11' 35"        |                  |
| 10.              | Adam de Vos              | Rally Cycling          | + 12' 45"        |                  |
| 11.              | Luis León Sánchez        | Astana                 | + 16' 42"        |                  |
| 12.              | Omar Fraile              | Astana                 | + 16' 49"        |                  |
| 13.              | Vicente García de Mateos | Aviludo-Louletano      | + 16' 49"        |                  |
| 14.              | Alejandro Valverde       | Movistar Team          | + 17' 02"        |                  |
| 15.              | Felix Großschartner      | Bora-Hansgrohe         | + 17' 02"        |                  |

| Pointkonkurrence | Pointkonkurrence         | Pointkonkurrence    | Pointkonkurrence | Pointkonkurrence |
| Rytter           | Rytter                   | Hold                | Point            |                  |
| ---------------- | ------------------------ | ------------------- | ---------------- | ---------------- |
| 1.               | Xandro Meurisse          | Circus-Wanty Gobert | 39 point         |                  |
| 2.               | Josef Černý              | CCC Team            | 32 point         |                  |
| 3.               | Luis León Sánchez        | Astana              | 25 point         |                  |
| 4.               | Lennard Kämna            | Bora-Hansgrohe      | 24 point         |                  |
| 5.               | Adam de Vos              | Rally Cycling       | 20 point         |                  |
| 6.               | Omar Fraile              | Astana              | 20 point         |                  |
| 7.               | Thibault Guernalec       | Arkéa-Samsic        | 14 point         |                  |
| 8.               | Nikita Stalnow           | Astana              | 10 point         |                  |
| 9.               | Vicente García de Mateos | Aviludo-Louletano   | 10 point         |                  |
| 10.              | Alejandro Valverde       | Movistar Team       | 10 point         |                  |

| Pointkonkurrence | Pointkonkurrence         | Pointkonkurrence    | Pointkonkurrence | Pointkonkurrence |
| Rytter           | Rytter                   | Hold                | Point            |                  |
| ---------------- | ------------------------ | ------------------- | ---------------- | ---------------- |
| 1.               | Xandro Meurisse          | Circus-Wanty Gobert | 39 point         |                  |
| 2.               | Josef Černý              | CCC Team            | 32 point         |                  |
| 3.               | Luis León Sánchez        | Astana              | 25 point         |                  |
| 4.               | Lennard Kämna            | Bora-Hansgrohe      | 24 point         |                  |
| 5.               | Adam de Vos              | Rally Cycling       | 20 point         |                  |
| 6.               | Omar Fraile              | Astana              | 20 point         |                  |
| 7.               | Thibault Guernalec       | Arkéa-Samsic        | 14 point         |                  |
| 8.               | Nikita Stalnow           | Astana              | 10 point         |                  |
| 9.               | Vicente García de Mateos | Aviludo-Louletano   | 10 point         |                  |
| 10.              | Alejandro Valverde       | Movistar Team       | 10 point         |                  |

| Bjergkonkurrence | Bjergkonkurrence         | Bjergkonkurrence       | Bjergkonkurrence | Bjergkonkurrence |
| Rytter           | Rytter                   | Hold                   | Point            |                  |
| ---------------- | ------------------------ | ---------------------- | ---------------- | ---------------- |
| 1.               | Omar Fraile              | Astana                 | 18 point         |                  |
| 2.               | Nikita Stalnow           | Astana                 | 18 point         |                  |
| 3.               | Lennard Kämna            | Bora-Hansgrohe         | 13 point         |                  |
| 4.               | Alejandro Valverde       | Movistar Team          | 12 point         |                  |
| 5.               | Jefferson Alveiro Cepeda | Caja Rural-Seguros RGA | 10 point         |                  |
| 6.               | Vicente García de Mateos | Aviludo-Louletano      | 9 point          |                  |
| 7.               | Xandro Meurisse          | Circus-Wanty Gobert    | 6 point          |                  |
| 8.               | Héctor Carretero         | Movistar Team          | 6 point          |                  |
| 9.               | Óscar Rodríguez          | Astana                 | 6 point          |                  |
| 10.              | Nelson Oliveira          | Movistar Team          | 6 point          |                  |

| Bjergkonkurrence | Bjergkonkurrence         | Bjergkonkurrence       | Bjergkonkurrence | Bjergkonkurrence |
| Rytter           | Rytter                   | Hold                   | Point            |                  |
| ---------------- | ------------------------ | ---------------------- | ---------------- | ---------------- |
| 1.               | Omar Fraile              | Astana                 | 18 point         |                  |
| 2.               | Nikita Stalnow           | Astana                 | 18 point         |                  |
| 3.               | Lennard Kämna            | Bora-Hansgrohe         | 13 point         |                  |
| 4.               | Alejandro Valverde       | Movistar Team          | 12 point         |                  |
| 5.               | Jefferson Alveiro Cepeda | Caja Rural-Seguros RGA | 10 point         |                  |
| 6.               | Vicente García de Mateos | Aviludo-Louletano      | 9 point          |                  |
| 7.               | Xandro Meurisse          | Circus-Wanty Gobert    | 6 point          |                  |
| 8.               | Héctor Carretero         | Movistar Team          | 6 point          |                  |
| 9.               | Óscar Rodríguez          | Astana                 | 6 point          |                  |
| 10.              | Nelson Oliveira          | Movistar Team          | 6 point          |                  |

| Holdkonkurrence | Holdkonkurrence     | Holdkonkurrence | Holdkonkurrence |
| Hold            | Hold                | Tid             |                 |
| --------------- | ------------------- | --------------- | --------------- |
| 1.              | Astana              | 26t 57' 07"     |                 |
| 2.              | CCC Team            | + 8"            |                 |
| 3.              | Circus-Wanty Gobert | + 5' 37"        |                 |
| 4.              | Bora-Hansgrohe      | + 6' 45"        |                 |
| 5.              | Movistar Team       | + 11' 56"       |                 |

| Holdkonkurrence | Holdkonkurrence     | Holdkonkurrence | Holdkonkurrence |
| Hold            | Hold                | Tid             |                 |
| --------------- | ------------------- | --------------- | --------------- |
| 1.              | Astana              | 26t 57' 07"     |                 |
| 2.              | CCC Team            | + 8"            |                 |
| 3.              | Circus-Wanty Gobert | + 5' 37"        |                 |
| 4.              | Bora-Hansgrohe      | + 6' 45"        |                 |
| 5.              | Movistar Team       | + 11' 56"       |                 |